# Горно Нерези
 Тази статия е за селото в Община Карпош.  За стружкото село вижте Нерези.  
Горно Нерези (на македонска литературна норма: Горно Нерези; на албански: Nerezi i Epërm) е село в Северна Македония, част от община Карпош.

## География
Селото е разположено южно от столицата Скопие в северните склонове на планината Водно. Край селото е разположен средновековният манастир „Свети Пантелеймон“.

## История
В края на XIX век Горно Нерези е село в Скопска каза на Османската империя. Според статистиката на Васил Кънчов („Македония. Етнография и статистика“) към 1900 година в Нерѣзи (Горно и Долно) живеят 260 българи християни и 300 арнаути мохамедани.
В началото на XX век цялото християнско население на селото е под върховенството на Българската екзархия. По данни на секретаря на екзархията Димитър Мишев (La Macédoine et sa Population Chrétienne) в 1905 година в Нерези (Горно и Долно) има 288 българи екзархисти и функционира българско училище.
След Междусъюзническата война в 1913 година селото попада в Сърбия.
На етническата си карта от 1927 година Леонард Шулце Йена показва Нерези (Nerezi) като албанско село.
На етническата си карта на Северозападна Македония в 1929 година Афанасий Селишчев отбелязва Нерези като смесено българо-албанско село.
Според преброяването от 2002 година Горно Нерези има 314 жители.
| Националност     | Всичко |
| северномакедонци | 22     |
| албанци          | 282    |
| турци            | 6      |
| роми             | 0      |
| власи            | 1      |
| сърби            | 3      |
| бошняци          | 0      |
| други            | 0      |